# 다누 자치구

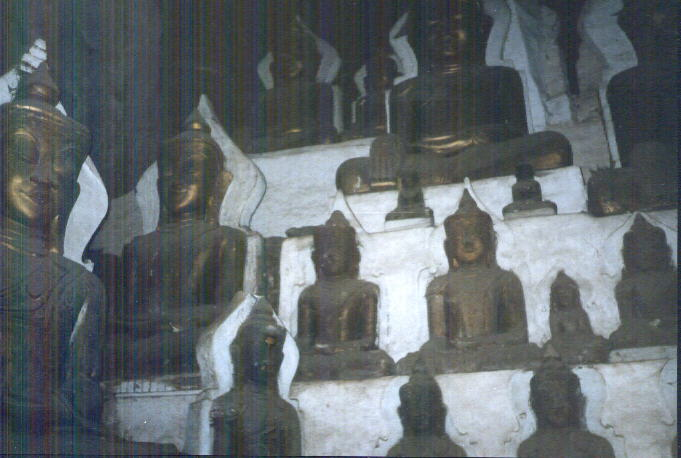

다누 자치구(버마어: ဓနု ကိုယ်ပိုင်အုပ်ချုပ်ခွင့်ရ ဒေသ, Danu Self-Administered Zone)는 미얀마의 자치구로서 2008년 새 헌법에 따라 신설되었다. 샨 주의 2개 군구가 따로 빠져서 만들어졌다. 공식 명칭은 2010년 8월 20일에 발표되었다. 다누족의 자치 구역이다.